# لشکر ۸۹ پیاده (ایالات متحده آمریکا)
لشکر ۸۹ پیاده (انگلیسی: 89th Infantry Division) لشکر پیاده‌نظام نیروی زمینی ایالات متحده آمریکا است، که در سال ۱۹۱۷ تأسیس شد و در سال ۱۹۷۳ منحل گردید.